# Shaina Magdayao
Shaina Magdayao (Quezon, 6 de novembro de 1988) é uma atriz, dançarina e modelo filipina.

## Filmografia

### Televisão
| Televisão    | Televisão                                          | Televisão                                  | Televisão   | Televisão |
| ------------ | -------------------------------------------------- | ------------------------------------------ | ----------- | --------- |
| Ano          | Título                                             | Papel                                      | Emissora    |           |
| 2018         | Asintado                                           | Samantha del Mundo-Ojeda / Katrina Ramirez | ABS-CBN     |           |
| 2013         | Juan dela Cruz                                     | Princess Mira                              | ABS-CBN     |           |
| 2012         | Maalaala Mo Kaya: "Marriage Contract"              | Enez                                       | ABS-CBN     |           |
| 2012         | Kung Ako'y Iiwan Mo                                | Sarah Trinidad-Raymundo                    | ABS-CBN     |           |
| 2012         | Maalaala Mo Kaya: "Sumpak"                         | Joyce                                      | ABS-CBN     |           |
| 2011         | 100 Days to Heaven                                 | Teenage Anna                               | ABS-CBN     |           |
| 2011         | Maalaala Mo Kaya: "Tsinelas"                       | Cristy                                     | ABS-CBN     |           |
| 2010         | Precious Hearts Romances Presents: Alyna           | Alyna Natividad-Del Carmen                 | ABS-CBN     |           |
| 2010         | Rubi                                               | Maribel dela Fuente                        | ABS-CBN     |           |
| 2009         | Maalaala Mo Kaya: "Ketchup"                        | Rox/Roxanne                                | ABS-CBN     |           |
| 2009         | May Bukas Pa                                       | Lea (In a special guest role)              | ABS-CBN     |           |
| 2009         | Kambal Sa Uma                                      | Vira Mae Ocampo / Marie Perea              | ABS-CBN     |           |
| 2008         | Komiks Presents: Mars Ravelo's Dragonna            | Rona / Dragonna                            | ABS-CBN     |           |
| 2008         | Your Song: "A Million Miles Away"                  | Lizzie                                     | ABS-CBN     |           |
| 2008         | Lobo                                               | Gabrielle "Gabby" Dizon                    | ABS-CBN     |           |
| 2007         | Maalaala Mo Kaya: "Telebisyon"                     | Onay                                       | ABS-CBN     |           |
| 2007         | Your Song: "Break It To Me Gently"                 | Maya                                       | ABS-CBN     |           |
| 2007         | Your Song: "Just A Smile Away"                     | Joan                                       | ABS-CBN     |           |
| 2007         | Rounin                                             | Selene                                     | ABS-CBN     |           |
| 2007         | Love Spell: "Shoes Ko Po, Shoes Ko ’Day!"          | Dianne                                     | ABS-CBN     |           |
| 2006         | Star Magic Presents: Abt Ur Luv                    | Nerissa "Neri" Larazaga                    | ABS-CBN     |           |
| 2006         | Star Magic Presents:My Friend, My Love, My Destiny | Yeng                                       | ABS-CBN     |           |
| 2006         | Your Song: "Cuida"                                 | Pam Sue                                    | ABS-CBN     |           |
| 2006         | Love Spell: "Charm & Crystal"                      | Charm                                      | ABS-CBN     |           |
| 2006         | Komiks Presents: "Bampy"                           | Sampaguita Vendor                          | ABS-CBN     |           |
| 2006         | Komiks Presents: "Agua Bendita"                    | Agua / Bendita                             | ABS-CBN     |           |
| 2005–present | ASAP                                               | Herself                                    | ABS-CBN     |           |
| 2005–present | ASAP Fanatic                                       | Herself                                    | ABS-CBN     |           |
| 2005–present | Ikaw Ang Lahat Sa Akin                             | Hazel Fontanilla                           | ABS-CBN     |           |
| 2005–present | Til Death Do Us Part                               | Darling                                    | ABS-CBN     |           |
| 2004         | Seasons of Love                                    | Shane                                      | ABS-CBN     |           |
| 2003         | Ang Tanging Ina                                    | Severina "Seven" Montecillo                | ABS-CBN     |           |
| 2003         | Bida si Mister, Bida si Misis                      | Shaina                                     | ABS-CBN     |           |
| 2002         | Kay Tagal Kang Hinintay                            | Guinivere "Gwenn" Martinez                 | ABS-CBN     |           |
| 2002         | K2BU                                               | Violeta "Bullet" Garcia                    | ABS-CBN     |           |
| 2001         | Sa Dulo ng Walang Hanggan                          | Young Carmela                              | ABS-CBN     |           |
| 1999         | Flames                                             | ----                                       | ABS-CBN     |           |
| 1999         | Marinella                                          | Rina                                       | ABS-CBN     |           |
| 1997         | Mula Sa Puso                                       | Jennifer                                   | ABS-CBN     |           |
| 1997         | Kaybol: Ang Bagong TV                              | Herself                                    | ABS-CBN     |           |
| 1996         | Ang TV                                             | Herself                                    | ABS-CBN     |           |
| 1992-1996    | Lira                                               | Lira Monteverde                            | GMA Network |           |

### Cinema
| Ano  | Título                            | Papel                       |
| 2013 | On The Job                        | ---                         |
| 2013 | Rematado                          | Stella                      |
| 2013 | Four Sisters and a Wedding        | Gabbie Salazar              |
| 2010 | Ang Tanging Ina Mo (Last na 'To!) | Severina "Seven" Montecillo |
| 2010 | Shake, Rattle and Roll 12         | Ara Federico                |
| 2010 | Sa 'yo Lamang                     | Karen                       |
| 2009 | Villa Estrella                    | Ana                         |
| 2008 | Ang Tanging Ina Ninyong Lahat     | Severina "Seven" Montecillo |
| 2007 | Katas ng Saudi                    | Cathy                       |
| 2007 | Bahay Kubo                        | Rose Manahan                |
| 2007 | Happy Hearts                      | Kristine Ricafuente         |
| 2003 | Ang Tanging Ina                   | Severina "Seven" Montecillo |
| 2002 | Agimat: Ang Anting-Anting ni Lolo | Jaira                       |
| 2002 | Mga Batang Lansangan...Ngayon     | Sharmaine                   |
| 2000 | Tanging Yaman                     | Carina                      |
| 1999 | Wansapanataym: The Movie          | Ana                         |
| 1999 | Hinahanap-hanap Kita              | Nina                        |
| 1998 | Hiling                            | Abi                         |
| 1998 | Pagdating ng Panahon              | Babe                        |